# Rachel Brosnahan
Rachel Brosnahan (Milwaukee, 12 de julho de 1990) é uma atriz estadunidense. Ela é mais conhecida por interpretar Midge Maisel, uma aspirante a comediante de stand-up na série de comédia de época, The Marvelous Mrs. Maisel (2017–2023), da Amazon Prime Video, pela qual ganhou um Primetime Emmy Award em 2018 e dois Golden Globe Awards consecutivos em 2018 e 2019.
Na televisão, ela foi indicada ao Emmy pela série de suspense político, House of Cards (2013–2015), e atuou na série dramática, Manhattan (2014–2015), e na minissérie de comédia Crisis in Six Scenes (2016). Brosnahan fez sua estreia no cinema no filme de terror The Unborn (2009) e atuou em Beautiful Creatures (2013), Louder Than Bombs (2015), The Finest Hours (2016), Patriots Day (2016), The Courier (2020), I'm Your Woman (2020) e The Amateur (2025). Ela interpreta Lois Lane no filme de super-herói, Superman (2025), do Universo DC.
Nos palcos, ela fez sua estreia na Broadway na reestreia de 2013 da peça The Big Knife, de Clifford Odets. Ela interpretou Desdêmona na produção Off-Broadway de Otelo em 2016 e retornou à Broadway interpretando uma esposa em um casamento turbulento na reestreia da peça de Lorraine Hansberry, The Sign in Sidney Brustein's Window, em 2023, pela qual foi indicada ao prêmio Drama League Distinguished Performance Award.

## Infância e educação
Brosnahan nasceu em Milwaukee, Wisconsin. Seu pai trabalhava com publicação de livros infantis. Sua mãe, Carol, é britânica. Desde os quatro anos, Brosnahan foi criada em Highland Park, Illinois. Ela tem um irmão e uma irmã. Ela é sobrinha do falecido designer Kate Spade. Seu pai é de ascendência Irlandesa.
Brosnahan estudou na Wayne Thomas Elementary School e, em seguida, na Northwood Junior High School. Ela fez apresentações teatrais durante a adolescência na sua escola. Em Highland Park High School, ela esteve na equipe de luta livre por dois anos e foi uma instrutora de snowboard. Quando Brosnahan tinha 16 anos, ela estudou com Carole Dibo, diretora da Wilmette's Actors Training Center e agora sua gestora. Ela graduou-se em 2008, e formou-se na Tisch School of the Arts, em 2012.

## Carreira

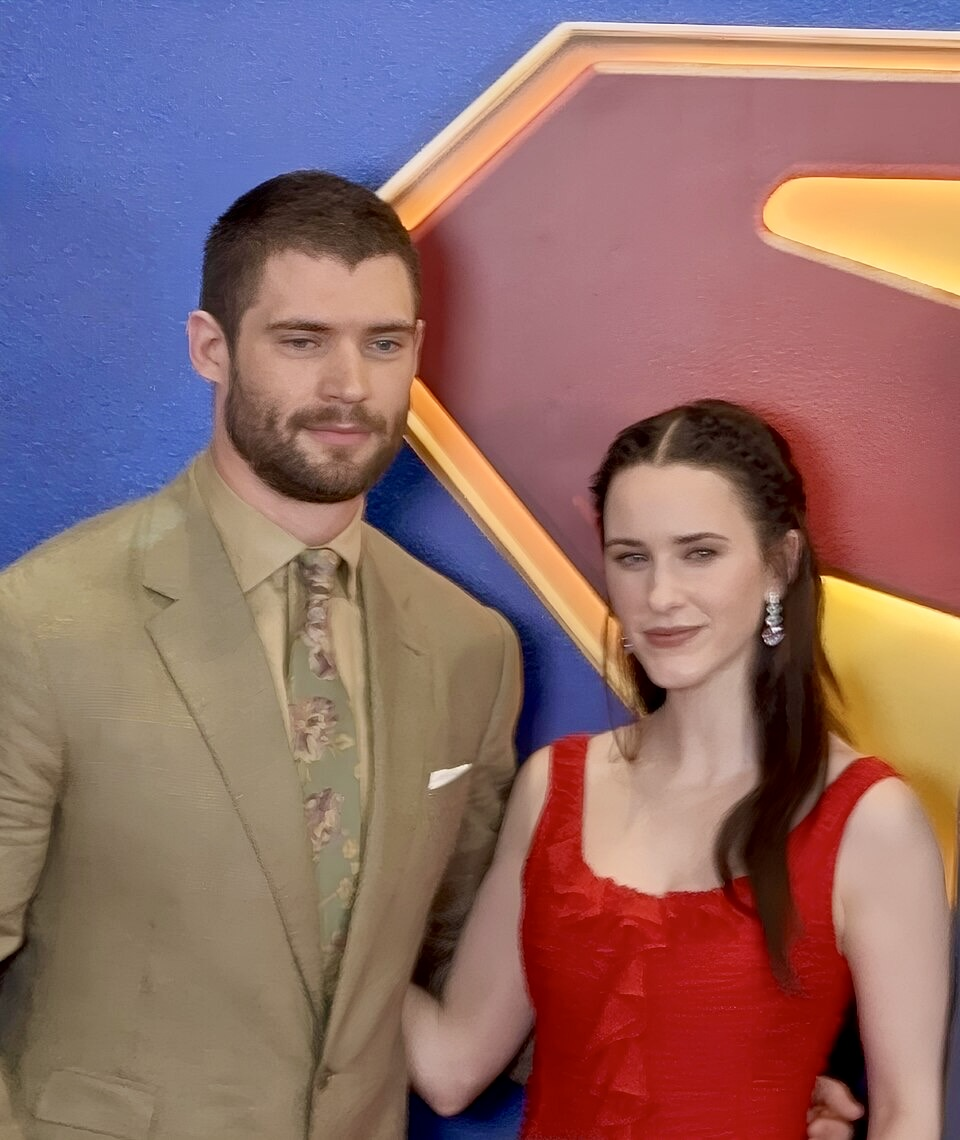
Brosnahan com sua colega de elenco em Superman, David Corenswet, em um evento para fãs em Manila em 2025.

Seu primeiro papel em um filme foi como Lisa no filme de terror Alma Perdida enquanto ela ainda estava na escola. Durante a faculdade, ela atuou em episódios esporádicos de séries de televisão como Gossip Girl, The Good Wife, Grey's Anatomy, e In Treatment.
Após a faculdade, ela começou a atuar em papéis recorrentes, como na série The Blacklist (de 2014), Black Box (2014) e House of Cards (2013-15), o que deu destaque à sua carreira, e incluiu uma indicação ao Emmy como Melhor atriz convidada numa série de drama, em 2015. Inicialmente ela apareceria em apenas dois episódios, com apenas cinco falas, porém ela chamou a atenção do showrunner Beau Willimon, e logo se tornou uma personagem importante na série. Rachel também atuou como Abby Isaacs por duas temporadas no drama televisivo Manhattan.
Sua primeira aparição no teatro ocorreu em 2009, em Up no Steppenwolf Theatre seguido por sua estreia na Broadway em The Big Knife em 2013. Em 2016, ela interpretou Desdemona em Otelo no New York Theatre Workshop com David Oyelowo e Daniel Craig.
Ela foi escalada como a protagonista na série da Amazon Vídeo, The Marvelous Mrs.Maisel, que estreou em 2017. Seu desempenho no papel lhe rendeu um prêmio do Critics' Choice Television Award, o Globo de Ouro de Melhor Atriz e o Emmy do Primetime de melhor atriz numa série de comédia.
Após sua vitória no Emmy, Rachel Brosnahan afirmou que Mrs. Maisel ressoava com os telespectadores porque "o show é, em partes iguais, fantasia e realidade. Tem um belo figurino e um belo cenário. Eu acho que, em alguns aspectos também é inspirador. É sobre uma mulher que precisa se reinventar depois de conquistar seus objetivos. Tudo desmorona; mas ela se reencontra. Nunca é tarde demais para fazer isso [se reencontrar]. E [a série de televisão] é engraçada e, eu acho, é cheia de alegria, e isso é algo que precisamos no mundo agora, mais do que nunca."
Brosnahan apareceu no filme de drama The Courier com Benedict Cumberbatch, lançado em janeiro de 2020. Em dezembro de 2020, a Amazon lançou o filme I'm Your Woman, onde ela estreou ao lado de Arinzé Kene. Em 2022, ela participou do western Dead for a Dollar que estreou no Festival de Veneza 2022.
Em 2023, ela estreou no revival de The Sign in Sidney Brustein's Window, de Lorraine Hansberry, junto com Oscar Isaac nos teatros, sob a direção de Anne Kauffman.
Em junho de 2023, foi anunciado que Brosnahan foi escalada como Lois Lane no filme da DC Universe Superman, do diretor James Gunn.

## Ativismo
Rachel cumpriu o desafio "Live Below the Line" duas vezes, o desafio consiste em desafiar os participantes a se alimentarem por cinco dias com o equivalente ao que uma pessoa na extrema pobreza tem para se alimentar.

## Filmografia

### Filme
| Ano  | Título                       | Papel               | Notas            |
| ---- | ---------------------------- | ------------------- | ---------------- |
| 2009 | The Unborn                   | Lisa                |                  |
| 2009 | The Truth About Average Guys | Molly               |                  |
| 2011 | Coming Up Roses              | Alice               |                  |
| 2012 | Nor'easter                   | Abby Green          |                  |
| 2012 | Adrift                       | Alex                | Curta-metragem   |
| 2013 | Beautiful Creatures          | Genevieve Duchannes |                  |
| 2013 | Care                         | Drea                | Curta-metragem   |
| 2013 | A New York Heartbeat         | Tamara              |                  |
| 2013 | Munchausen                   | Garota              | Curta-metragem   |
| 2014 | Basically                    | Shandy              | Curta-metragem   |
| 2014 | I'm Obsessed with You        | Nell Fitzpatrick    |                  |
| 2014 | The Smut Locker              | Jamie White         | Curta-metragem   |
| 2015 | James White                  | Ellen               |                  |
| 2015 | Louder Than Bombs            | Erin                |                  |
| 2016 | The Finest Hours             | Bea Hansen          |                  |
| 2016 | Burn Country                 | Sandra              |                  |
| 2016 | Patriots Day                 | Jessica Kensky      |                  |
| 2017 | Boomtown                     | Jamie               |                  |
| 2018 | Fifteen Years Later          | Amy                 | Curta-metragem   |
| 2018 | Change in the Air            | Wren                |                  |
| 2019 | Spies in Disguise            | Wendy Beckett       | Voz              |
| 2020 | The Courier                  | Emily Donovan       |                  |
| 2020 | I'm Your Woman               | Jean                | Também produtora |
| 2022 | Dead for a Dollar            | Rachel Kidd         |                  |
| 2025 | The Amateur                  | Sarah Heller        |                  |
| 2025 | Superman                     | Lois Lane           | Pós-produção     |
| TBA  | Lear Rex                     | Regan               | Pós-produção     |

### Televisão
| Ano     | Título                    | Papel                     | Observações                                          |
| ------- | ------------------------- | ------------------------- | ---------------------------------------------------- |
| 2010    | Mercy                     | Samantha                  | Episódio: "We're All Adults"                         |
| 2010    | Gossip Girl               | Girl                      | Episódio: It's a Dad, Dad, Dad, Dad World            |
| 2010    | The Good Wife             | Caitlin Fenton            | Episódio: "Poisoned Pill"                            |
| 2010    | In Treatment              | Eating Disorder Girl      | Episódio: "Jesse Week Six"                           |
| 2011    | CSI: Miami                | Melanie Garland           | Episódio: "Countermeasures"                          |
| 2013    | Grey's Anatomy            | Brian Weston              | Episódio: "The Face of Change"                       |
| 2013    | Orange Is the New Black   | Little Allie              | Episódio: "Bora Bora Bora"                           |
| 2013–15 | House of Cards            | Rachel Posner             | 19 episódios                                         |
| 2014    | Olive Kitteridge          | Patty Howe                | Episódio: "Incoming Tide"                            |
| 2014    | The Blacklist             | Jolene Parker/Lucy Brooks | 6 episódios                                          |
| 2014    | Black Box                 | Delilah                   | 5 episódios                                          |
| 2014–15 | Manhattan                 | Abby Isaacs               | 23 episódios                                         |
| 2015    | The Dovekeepers           | Yael                      | 2 episódios                                          |
| 2016    | Crisis in Six Scenes      | Ellie                     | 4 episódios                                          |
| 2017–23 | The Marvelous Mrs. Maisel | Miriam "Midge" Maisel     | Principal; 43 episódios                              |
| 2019    | Saturday Night Live       | Ela mesma (anfitriã)      | Episódio: "Rachel Brosnahan/Greta Van Fleet"         |
| 2019–20 | Elena of Avalor           | Princess Chloe (voz)      | 3 episódios                                          |
| 2020    | 50 States of Fright       | Heather                   | 3 episódios                                          |
| 2020    | Saturday Night Seder      | Ela mesma                 | Especial de televisão                                |
| 2021    | Ziwe                      | Ela mesma                 | Episódio: "Allyship"                                 |
| TBA     | Presumed Innocent         | Leila Reynolds            | Principal (2ª temporada); também produtora executiva |

## Teatro
| Ano  | Título                               | Papel                       | Local                      |
| ---- | ------------------------------------ | --------------------------- | -------------------------- |
| 2009 | Up                                   | Maria                       | Steppenwolf                |
| 2013 | The Big Knife                        | Dixie Evans                 | Roundabout Theater Company |
| 2016 | Othello                              | Desdemona                   | New York Theatre Workshop  |
| 2023 | The Sign in Sidney Brustein's Window | Iris Parodus Brustein       | Brooklyn Academy of Music  |
| 2023 | The Sign in Sidney Brustein's Window | Iris Parodus Brustein       | James Earl Jones Theatre   |
| 2024 | Gutenberg! The Musical!              | Producer (uma noite apenas) | James Earl Jones Theatre   |

## Prêmios e indicações
| Ano  | Trabalho                  | Organização                                 | Categoria                                                         | Resultado |
| ---- | ------------------------- | ------------------------------------------- | ----------------------------------------------------------------- | --------- |
| 2014 | House of Cards            | Screen Actors Guild Awards                  | Prêmio Screen Actors Guild para melhor elenco em série de drama   | Indicado  |
| 2015 | House of Cards            | Online Film & Television Association Awards | Melhor atriz convidada em série de drama                          | Indicado  |
| 2015 | House of Cards            | Primetime Emmy Awards                       | Melhor atriz convidada em série de drama                          | Indicado  |
| 2017 | The Marvelous Mrs. Maisel | TVLine Awards                               | Performer of the Week                                             | Venceu    |
| 2018 | The Marvelous Mrs. Maisel | Globo de Ouro                               | Globo de Ouro de melhor atriz em série de comédia ou musical      | Venceu    |
| 2018 | The Marvelous Mrs. Maisel | Critics' Choice Television Awards           | Melhor atriz em série de comédia                                  | Venceu    |
| 2018 | The Marvelous Mrs. Maisel | Television Critics Association Awards       | Conquista individual em comédia                                   | Venceu    |
| 2018 | The Marvelous Mrs. Maisel | Primetime Emmy Awards                       | Melhor atriz numa série de comédia                                | Venceu    |
| 2019 | The Marvelous Mrs. Maisel | Globo de Ouro                               | Globo de Ouro de melhor atriz em série de comédia ou musical      | Venceu    |
| 2019 | The Marvelous Mrs. Maisel | Critics' Choice Television Awards           | Melhor atriz em série de comédia                                  | Venceu    |
| 2019 | The Marvelous Mrs. Maisel | Screen Actors Guild Awards                  | Prêmio Screen Actors Guild para melhor elenco em série de comédia | Venceu    |
| 2019 | The Marvelous Mrs. Maisel | Screen Actors Guild Awards                  | Prêmio Screen Actors Guild para melhor atriz em série de comédia  | Venceu    |
| 2023 | The Marvelous Mrs. Maisel | Primetime Emmy Awards                       | Melhor atriz numa série de comédia                                | Pendente  |